# Pund (valuta)
Pund eller Pound är från början namnet på en gammal engelsk (Pound Sterling) valuta. Ett Pound Sterling motsvarade ursprungligen 1 pund silver. Pund har använts som valuta i en del länder och områden med anknytning till Brittiska imperiet, men även i ett par arabländer.

## Aktuella valutor
Idag används Pund som valuta i följande områden och länder:
- Egypten - egyptiskt pund
- Falklandsöarna - Falklandspund
- Gibraltar - Gibraltarpund
- Guernsey - Guernseypund
- Isle of Man - Isle of Man-pund
- Jersey - Jerseypund
- Libanon - libanesiskt pund
- Nordirland - brittiskt pund
- Sankta Helena, Ascension och Tristan da Cunha - Sankthelenskt pund
- Storbritannien - brittiskt pund
- Sudan - Sudanesiskt pund
- Syrien - syriskt pund

## Historiska valutor
Tidigare använde ett flertal samväldesländer pund som valutaenhet, men dessa har under senare tid övergått till andra valutor, ofta dollar. Exempel inkluderar Australien, Nya Zeeland och Kanada.
Det irländska pundet har numera ersatts av euro.